# 虫こぶ

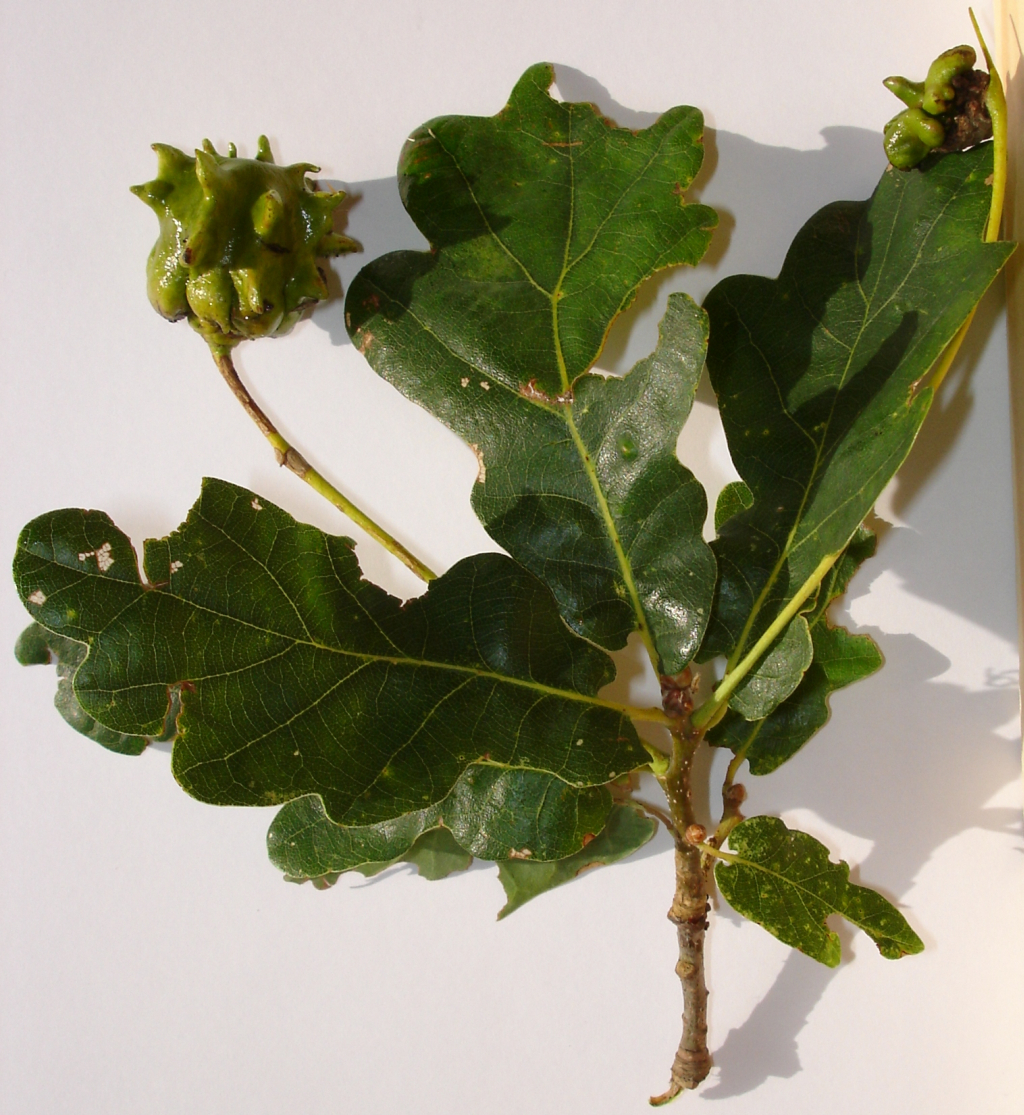
イングリッシュオーク（Quercus robur ）の先端に形成されたタマバチの一種（Andricus quercuscalicis）の虫こぶ（写真左上、塊状の部分）。

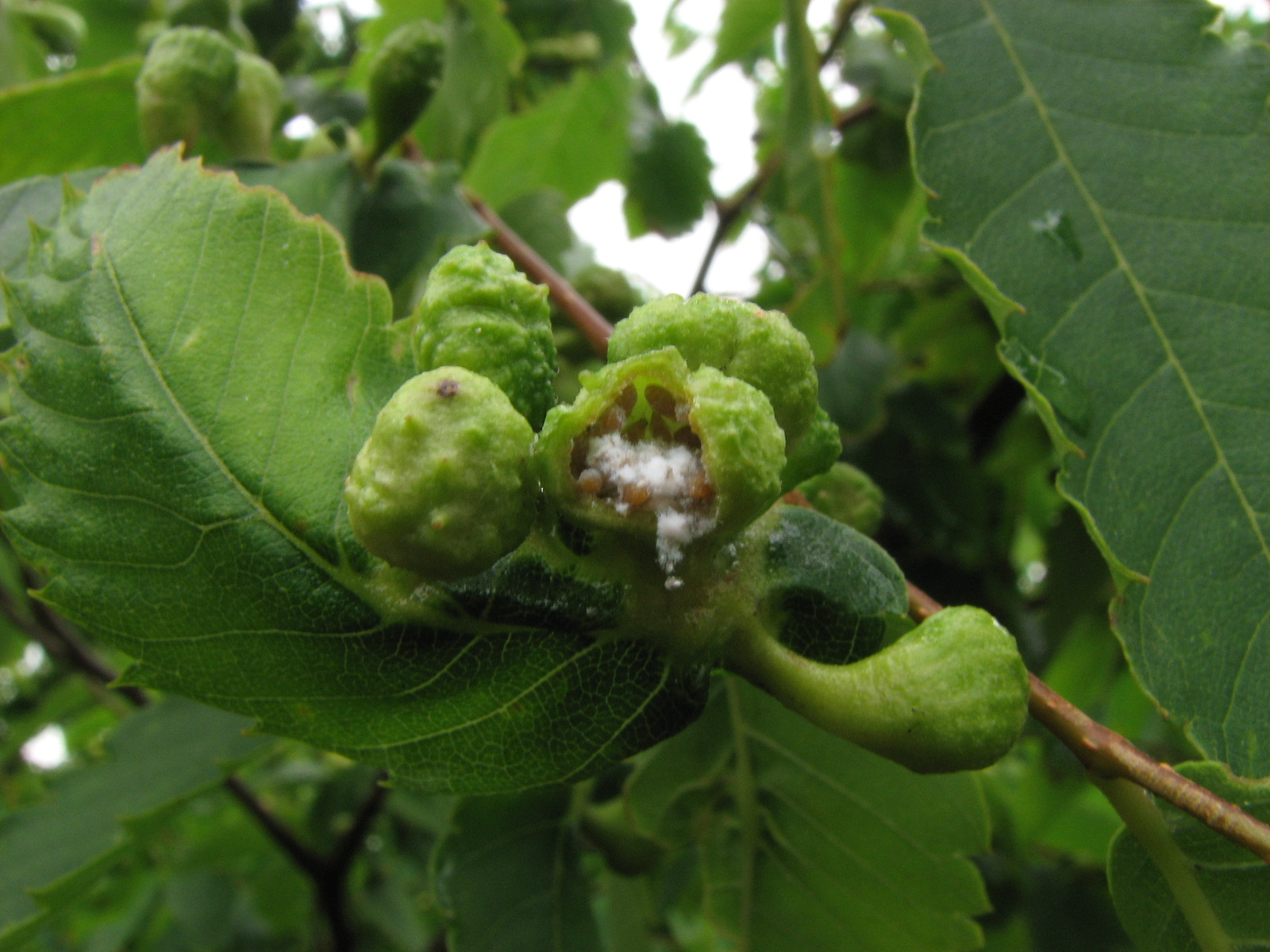
ケヤキの葉についたケヤキフシアブラムシの虫こぶ。
割った中にオレンジ色の虫体と蝋質の綿が見える

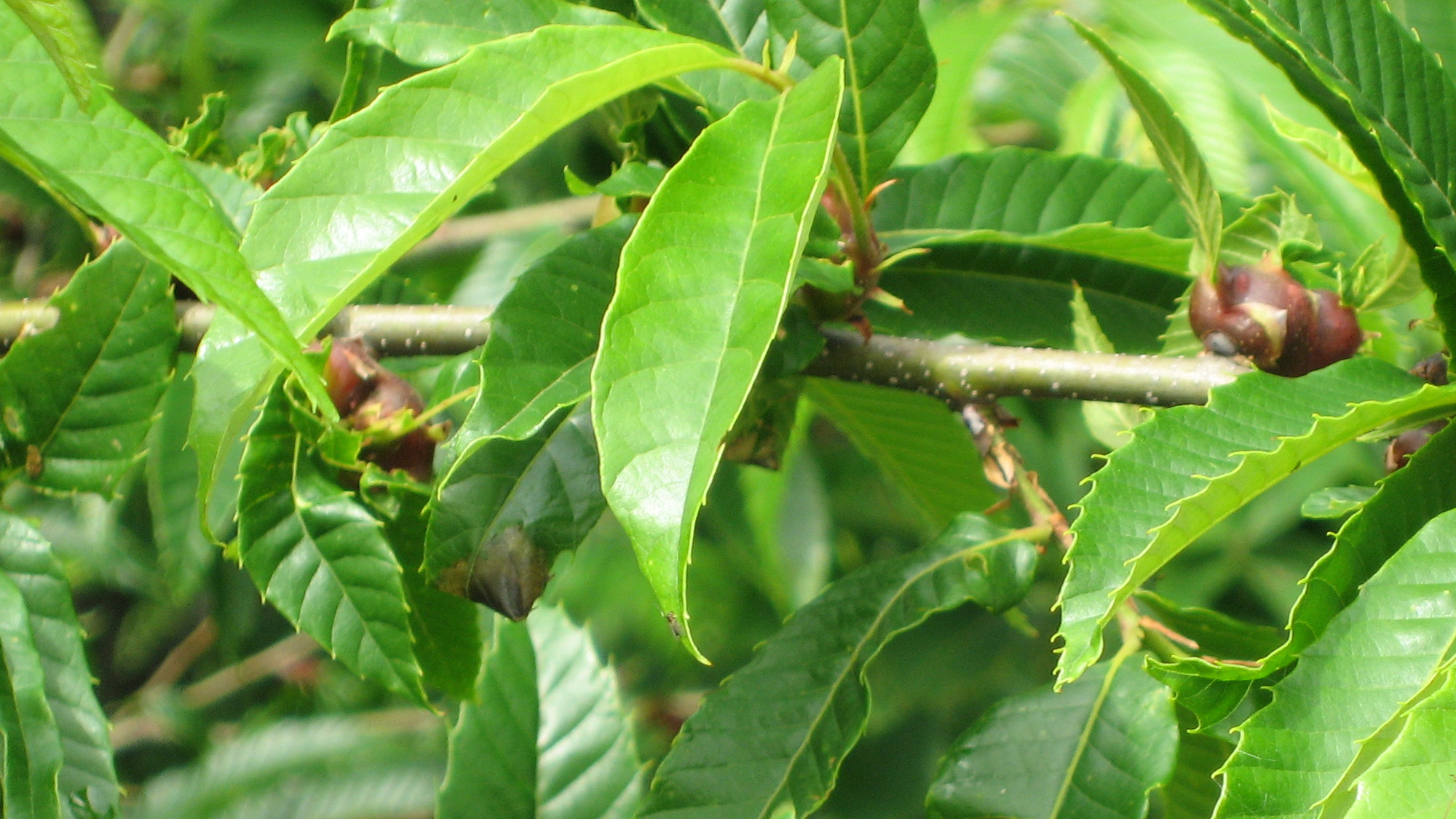
クリの枝に発生したクリタマバチの虫こぶ（褐色の塊状の部分）。

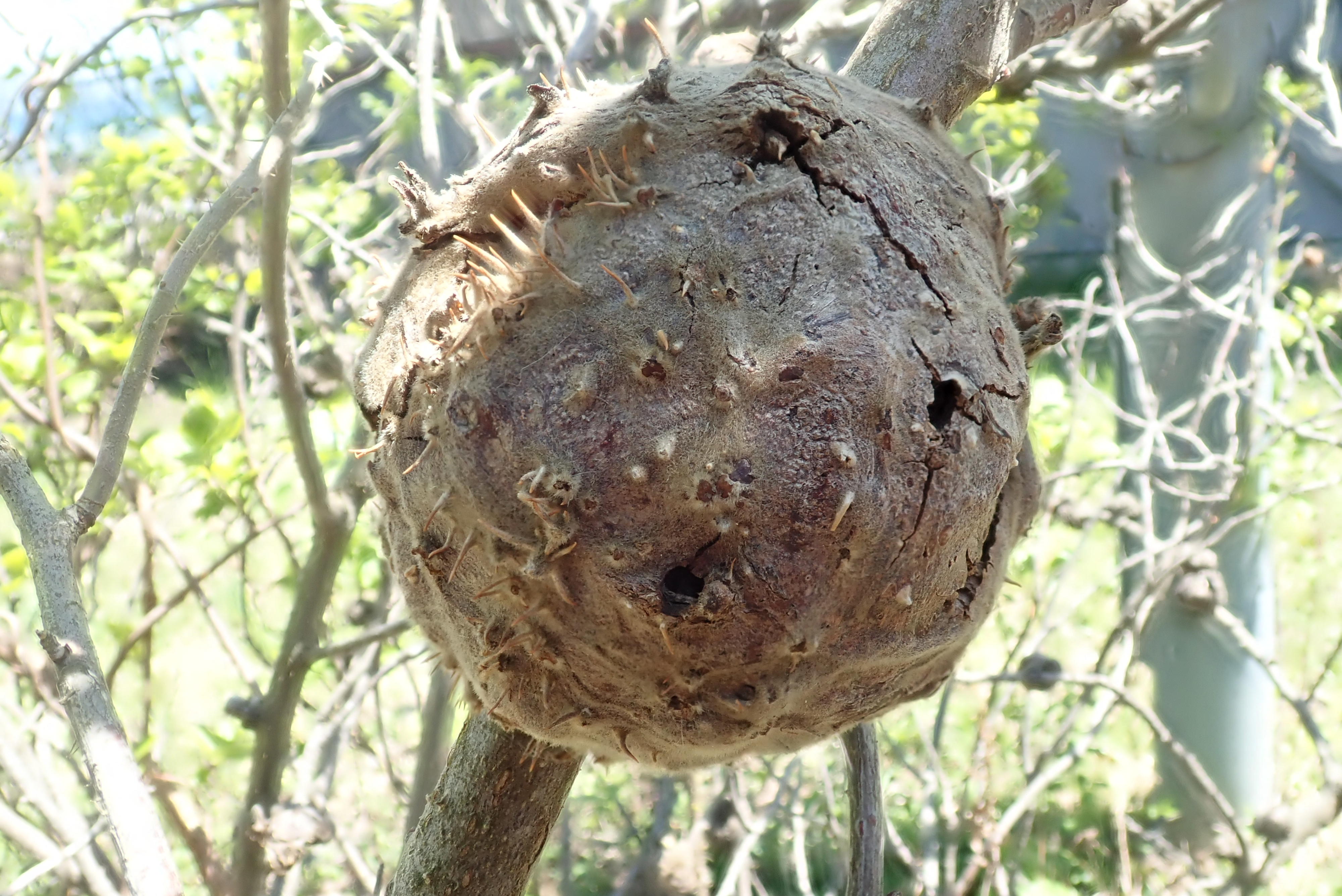
タマバエの仲間によって形成されたハマナスの虫こぶ

虫こぶ（むしこぶ、虫瘤、英: gall）は、植物組織が異常な発達を起こしてできるこぶ状の突起のこと。虫癭（ちゅうえい）ともいい、英語カナ読みのゴールが使われることもある。それらはさまざまな寄生生物の寄生によって、植物体が異常な成長をすることで形成される。
菌類および細菌類によって異常発達したものは、菌癭（きんえい、菌えい）、菌瘤（きんこぶ）と呼び分ける場合がある。

## 概要
虫こぶと呼ばれるものは葉に見られるほか、草類の茎や樹木の細枝、花や果実などに見られることもある。その名の通りに昆虫の寄生によって形成されるものが多いが、ダニや線虫によるものや、菌類によるもの、細菌によるものもある。それらはその原因によってダニえいや菌えい、細菌ならクラウンゴールなどと呼び分けることもあるが、すべてまとめて虫こぶという場合も多い。ゴールという語はそれらすべてに適用される。
植物以外にも適用される例もあり、たとえばパラシテラというカビは近縁のケカビに寄生するが、その際に菌糸の付着部分がふくれるのもゴールと呼ぶ。
数少ない虫こぶの図鑑として『日本原色 虫えい図鑑』がある。
その原因となった昆虫により、虫こぶ自体に「～フシ」という名前がつけられている。

## でき方
ハチ目のタマバチ(Gall wasp)の仲間やハエ目のタマバエの仲間、カイガラムシなどが産卵管を植物体に差し込み、内部に卵を産む。卵の状態ではそれほど目立たない虫こぶも、幼虫、蛹と成長していくうちに大きく膨れ上がり色づいて立派な虫こぶとなる。

## 生き物とのかかわり

### 人間

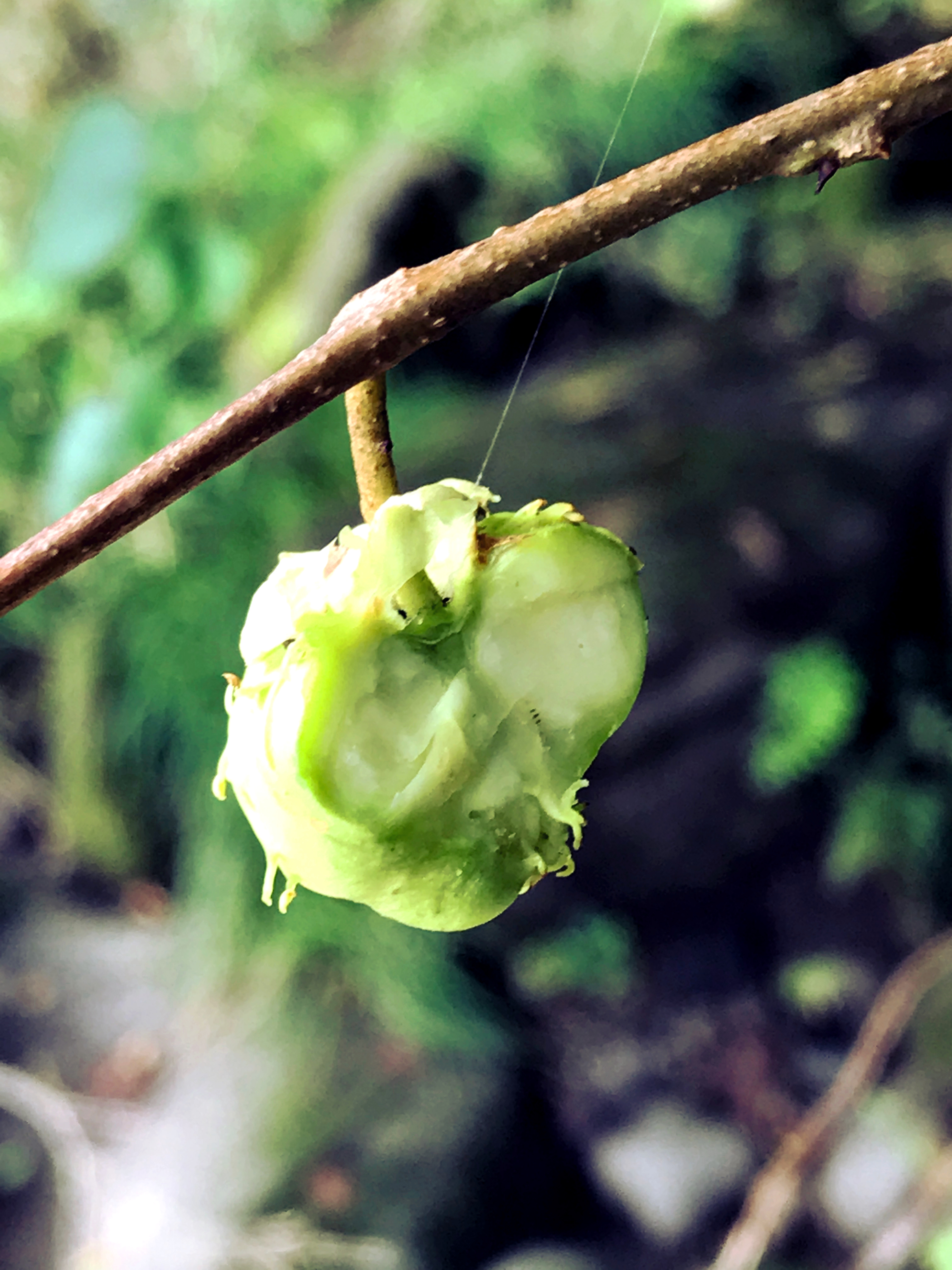
マタタビ、虫こぶ果の断面。

虫こぶは時には果樹などにもできる。害虫として作物に寄生する昆虫が虫こぶを作るものの場合、表面に昆虫が露出していないので駆除がしづらい。さらに病気を持ち込むこともあり、タマバチやタマバエは厄介な害虫として君臨している。
役に立つ例もある。オークやヌルデの虫こぶにはタンニンが豊富に含まれるため、それぞれ皮革のなめし剤やお歯黒の材料として用いられた。
マタタビ酒、マタタビ茶と呼ばれるものの原料（通称マタタビの実）はマタタビの生果ではなく、マタタビミタマバエによる「マタタビフクレフシ」という虫こぶとなった果実（虫えい果）である。マタタビ虫えい果は、漢方薬では木天蓼と呼ばれ、体を温め、滋養強壮、利尿などの効果があるとされる。
マコモの芽に黒穂菌の一種であるUstilago esculentaが感染すると、マコモダケという菌えいの可食部やマコモズミという黒色の顔料となる。
ウスチラゴ属の黒穂菌に感染したトウモロコシはトウモロコシ黒穂病という菌えいができ、メキシコではトリュフ味のようなウイトラコチェという珍味として食された。

## ギャラリー
- タマバチ科のNeuroterus numismalis（英語版）によるオークの葉に形成された虫こぶ
- Diplolepis rosae（英語版）による虫こぶ
- Diplolepis rosaeの虫こぶ内部。
- Adelges（英語版）
- Pineapple Gall
- Pineapple Gallの内部。
- ネコブセンチュウ（英語版）
- 菌類Exobasidium（英語版）による菌癭
- 担子菌による赤星病